# De man met de zes dochters
De man met de zes dochters is een volksverhaal uit Turkije.

## Het verhaal
Een man met zes dochters gaat naar het koffiehuis en wordt door een buurman begroet als de vader van zes teefjes. Hij weet geen antwoord te geven gaat naar huis. Vader zit te piekeren als zijn dochter vraagt wat er aan de hand is. Hij vertelt wat er is gebeurd en het meisje antwoordt dat ze dacht dat iemand haar hand had gevraagd. Dit gebeurt zes keer en elke keer wordt de vader door een andere dochter gevraagd waarom hij zo piekert. Het jongste meisje zegt echter dat de vader moet antwoorden: dag vader van zes reuen, want de buurman heeft zes zonen.
De vader doet wat zijn jongste dochter heeft gezegd en de buurman zegt dan dat zijn zonen in staat zijn om de gouden appel uit de zak van de zoon van de landheer te pakken. De vader vertelt zijn jongste dochter wat er is gebeurd en ze zegt dat hij de volgende avond moet vertellen dat zijn dochters dit ook wel kunnen. De mannen krijgen de volgende avond ruzie en worden in het cachot gestopt. De rechter bepaalt dat de jongste dochter en jongste zoon moeten proberen de gouden appel te pakken. Het meisje doet jongenskleding aan en noemt zich Ali.
Het meisje en de jongen gaan op een paard op pad en ze plukken hyacinten en tulpen. Bij een rivier wordt het paard schichtig, het dier wil niet over de brug. Het meisje wast zich in de rivier en doet het paard een blinddoek om, waarna het toch de brug oversteekt. De jongen ziet dat het meisje verder rijdt en ranselt zijn paard af, als het dier opnieuw weigert de brug over te steken. Het dier valt dood neer en de jongen moet te voet verder, maar hij pakt het zadel en loopt naar huis. Het meisje komt bij een dorp en ze ziet een oude vrouw die haar onderdak biedt.
De vrouw geeft haar een klont gist en een schoothondje mee en ze vertelt dat het meisje altijd bij het hondje moet blijven. Ze zal bij een oceaan komen en de helft van de gist moet in het water gegooid worden, het water zal uiteen wijken en het meisje kan dan naar de overkant komen bij de woonplaats van de landjonker. Het meisje doet dit en stelt zich aan de landjonker voor als Ali Bruidsjonker. De jongen vertelt zijn moeder dat er een man met meisjesogen is gearriveerd en hij is verliefd. De moeder vertelt dat er rozeblaadjes onder het beddenlaken gestopt moeten worden, meisjes worden dan gloeiend heet.
Het hondje heeft alles gehoord en vertelt het meisje wat er aan de hand is, zodat zij het bed wat rommelig maakt maar zelf de grond slaapt. Het bed wordt afgehaald en de blaadjes zijn niet dor en droog, zodat het wel een man moet zijn die in het bed geslapen heeft. De moeder vertelt dat de gast meegenomen moet worden naar de winkelbuurt, de diamantslijper en edelsmid. Ook moet hij de gast een stomp geven, een meisje zal in tranen zijn. De landjonker slaat een tand uit en Ali stopt een parel terug. Ali Bruidsjonker toont geen interesse voor parels en diamanten en vertelt een mes te willen kopen.
Dew moeder vertelt dan dat haar zoon de gast moet meenemen naar een badhuis, maar het meisje zegt dat haar knopen niet open willen. De landheer gaat naar de badzaal en het meisje pakt de gouden appel. Ze schrijft een briefje en gaat er met haar paard vandoor en gooit de rest van het gist in de oceaan. Ze geeft de oude vrouw het hondje terug en stuurt een telegram naar haar geboortedorp. Ze wordt met muziek binnengehaald en laat de gouden appel zien. De vader van zes zonen wordt in het gezicht gespuwd en het meisje en haar vader krijgen voortaan een staatssalaris. De zoon van de landheer wacht in het badhuis en vindt het briefje met een adres.
De moeder roept een toverheks bij zich en ze vangen twee tortelduiven. De heks krijgt het adres van het meisje en de jongen vertelt dat ze te herkennen is aan een parel als voortand. De toverheks gaat in een ton naar de woonplaats van het meisje en de zussen willen de tortelduiven kopen. De vrouw zegt dat de dieren niet te koop zijn, voor de mooiste lach wil zij de vogels wel schenken. Het jongste meisje lacht en krijgt de dieren, maar de heks waarschuwt dat ze niet tegelijk eten moeten krijgen. Als een duif wil vertrekken, heeft de andere duif daar niet de kracht voor. Dit duurt veertig dagen, maar de eenenveertigste dag krijgen beide vogels voedsel en vliegen naar de zoon van de landheer met het meisje.
De landheer wil het meisje niet wakker maken en de volgende ochtend doet het meisje haar ogen open. Het huwelijk wordt ingezegend door de imam en er worden veertig dagen en veertig nachten bruiloft gevierd.

## Achtergronden
- Zie ook Kalfskop uit Marokko.